# Sauran
Sauran (kazajo Сауран, también Sawran) es un sitio arqueológico en la Ruta de la Seda en el sur de Kazajistán. En su apogeo, la ciudad era la más grande del territorio actual de Kazajistán y un importante centro de rutas de caravanas.

## Localización
Sauran se encuentra en la región de Turkistán, a unos 40 km al noroeste de la capital regional, Turkestán, a unos cientos de metros al este de la frontera con la región de Kyzylorda. En el norte, el ferrocarril Trans-Aral y la M32 pasan por el sitio de excavación. A unos 10 km al sur del sitio se encuentra el actual lecho del río Syr Darya. El pueblo del mismo nombre Sauran y la estación del mismo nombre del Ferrocarril Trans-Aral se encuentran a unos 15 km al sureste.

## Descripción

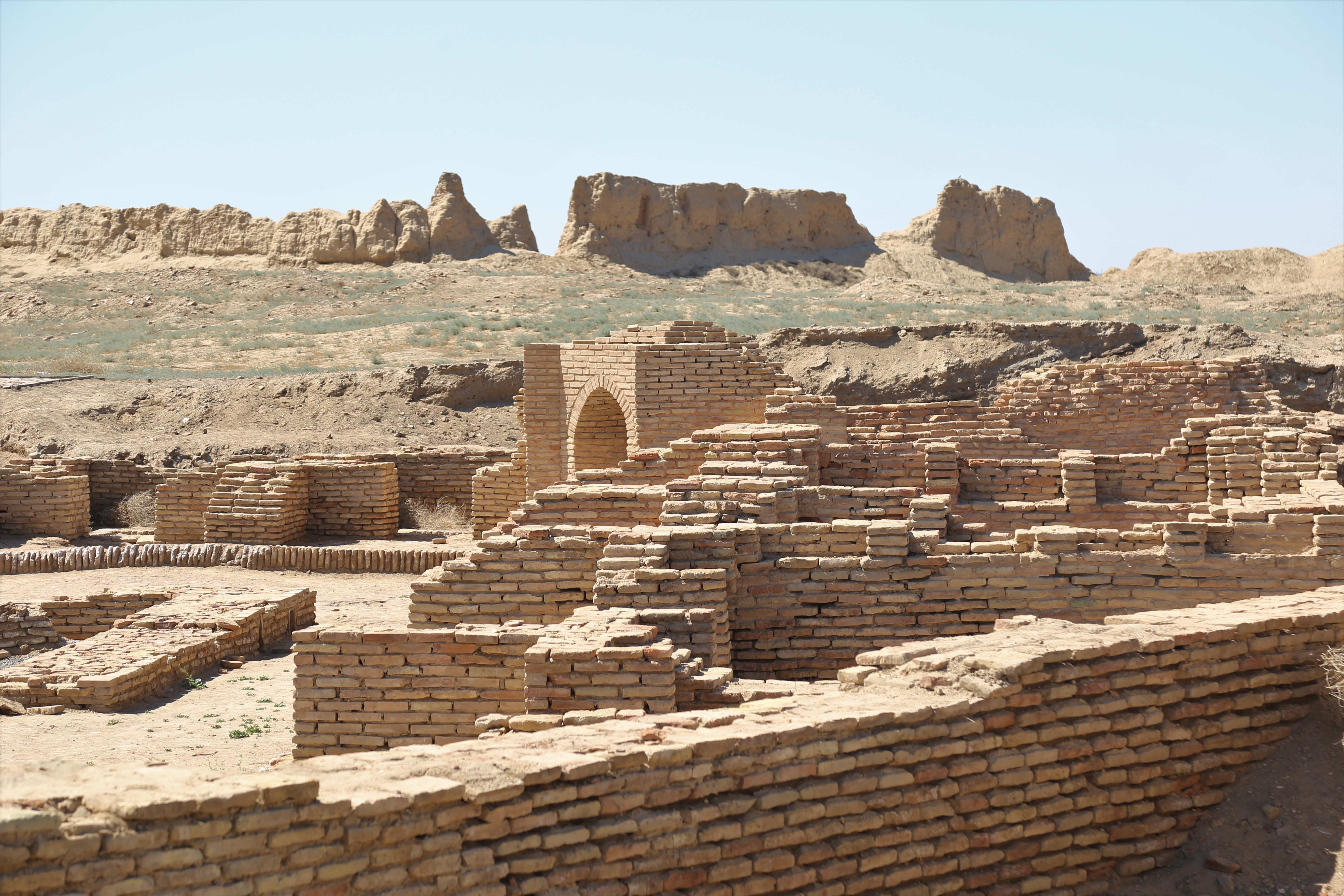

Sauran es considerada la ciudad medieval en ruinas mejor conservada de Kazajistán. Su parte central es la ciudadela (Qala) rodeada por un muro total de más de dos kilómetros de largo con un tamaño de aproximadamente 800 x 900 M. Fuera de Qala, el resto de la ciudad cubre un área de aproximadamente cuatro kilómetros cuadrados. Dentro de las paredes se encuentran las ruinas de edificios de los siglos XIII al XVIII, incluidos edificios residenciales, comerciales y públicos, algunos de los cuales son arquitectónicamente comparables a los de Samarcanda, Khiva y Bukhara. Desde la puerta de la ciudad en el norte, una carretera principal de hasta diez metros de ancho conduce a Qala a una plaza central de unos 100 × 50 m, rodeada por una mezquita, y desde allí a la segunda puerta de la ciudad en el sureste. Al este de Qala se encuentra la necrópolis de Saurans con una mezquita. Se han encontrado numerosos canales de riego de Karez alrededor de Sauran.

## Enlaces
- Смагулов Е. А. Средневековый археологический комплекс Сауран в Южном Казахстане // Transoxiana : электронный журнал. — 2008. — Август (N.º 13). — ISSN 1666-7050